# Jasienica Rosielna
Jasienica Rosielna [jaɕeˈɲit͡sa rɔˈɕelna] là một ngôi làng ở hạt Brzozów, Subcarpathian Voivodeship, ở phía đông nam Ba Lan. Đó là chỗ ngồi của gmina (khu hành chính) được gọi là Gmina Jasienica Rosielna. Nó nằm khoảng 9 kilômét (6 mi)   phía tây bắc Brzozów và 32 km (20 mi) phía nam thủ đô khu vực Rzeszów.
Ngôi làng có dân số 2.100.

## Lịch sử
Là kết quả của sự phân chia đầu tiên của Ba Lan (Hiệp ước St-Petersburg ngày 5 tháng 7 năm 1772, Jasienica (và Galicia) được quy cho Quân chủ Habsburg. Đó là một phần của Bezirkshauptmannschaft Brzozow (Hạt Brzozów).
Để biết thêm chi tiết, xem bài viết Vương quốc Galicia và Lodomeria. 

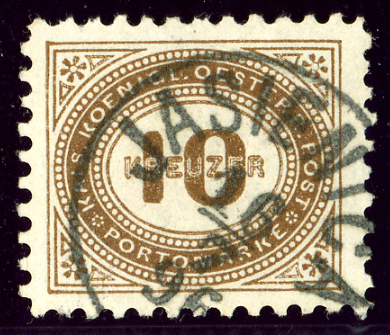
Con tem thuế KK 10 kreuzer của Áo, bị hủy bỏ vào năm 1896